# Griffener Tropfsteinhöhle
Die Griffener Tropfsteinhöhle (slowenisch Grebinjska jama) liegt unterhalb des Burgberges von Griffen in Kärnten, Österreich. 

## Geschichte
Sie diente Menschen schon vor mehr als 20.000 Jahren als Unterschlupf, geriet dann aber für lange Zeit in Vergessenheit. Durch den Fund von zwei Feuerstellen, Knochen von Höhlenbär, Riesenhirsch und Wollnashorn sowie Steinwerkzeugen im Inneren der Höhle wurde bewiesen, dass der Markt Griffen zu einem der ältesten Siedlungsgebiete Kärntens gehört. Erst in den letzten Monaten des Zweiten Weltkrieges wurde die Höhle auf der Suche nach geeigneten Luftschutzräumen wiederentdeckt. 1956 wurde die Tropfsteinhöhle für die Besucher freigegeben und 1957 zum Naturdenkmal erklärt.

## Tourismus
Der Eingang der Höhle befindet sich direkt gegenüber der Pfarrkirche. Sie ist vom 1. Mai bis 31. Oktober geöffnet. Die Länge der Höhle beträgt 485 m, sie ist somit deutlich kleiner als die südöstlich von Klagenfurt liegende Obir-Tropfsteinhöhle. Aufgrund ihrer farbenprächtigen Tropfsteinformationen gilt die Griffener Höhle aber als die "bunteste Tropfsteinhöhle Österreichs". Bei den Führungen durch die Schauhöhle, die ca. 40 Minuten dauern, wird dem Besucher im letzten Teil durch eine multimediale Zeitreise die Entstehung der Erde bis in die jüngste Vergangenheit erklärt. Die Höhle hat unabhängig von der Jahreszeit eine Temperatur von 8 °C.

## Galerie

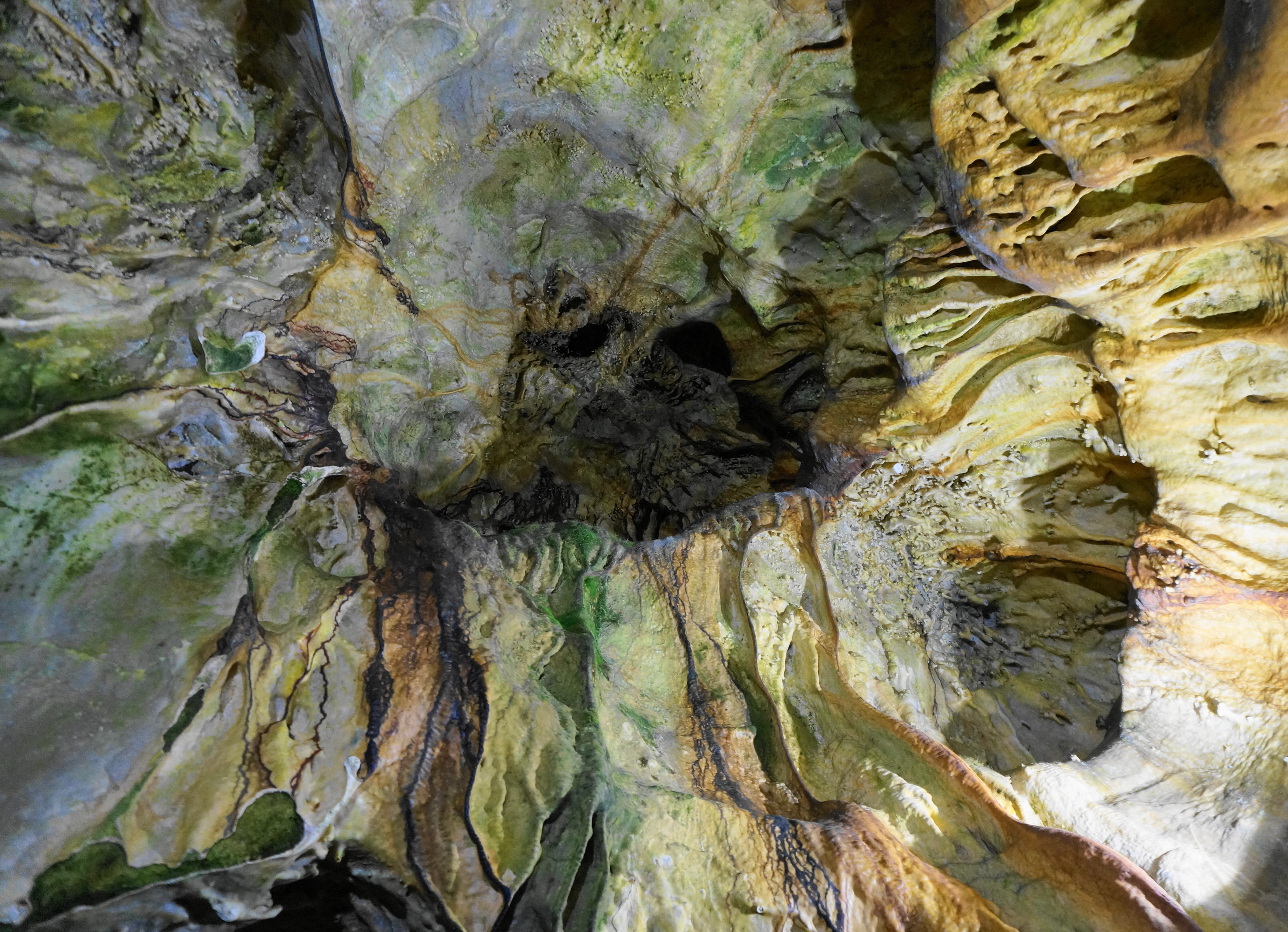
Sinterfahnen
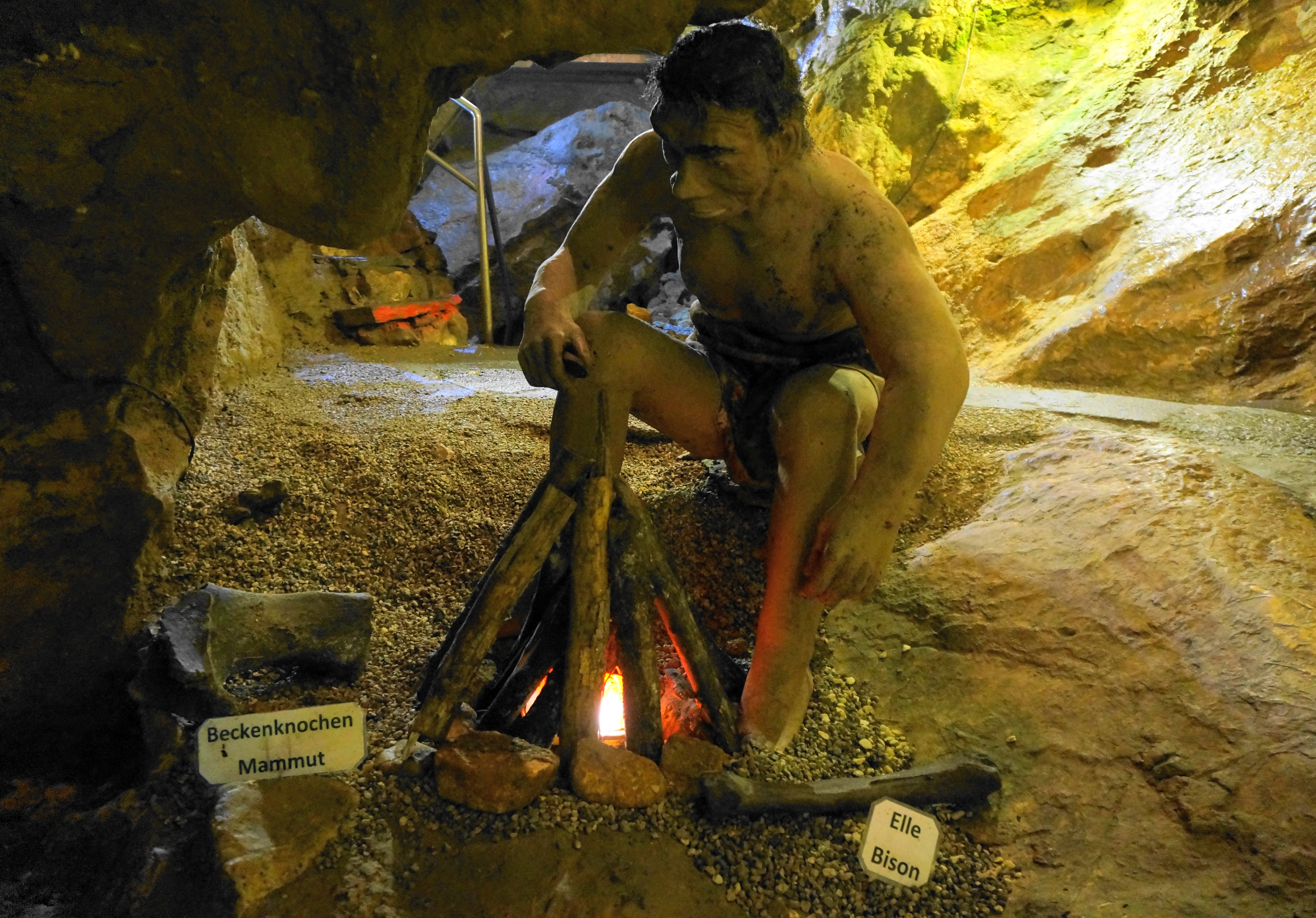
Darstellung der Höhlenbewohner auf Basis von Knochenfunden
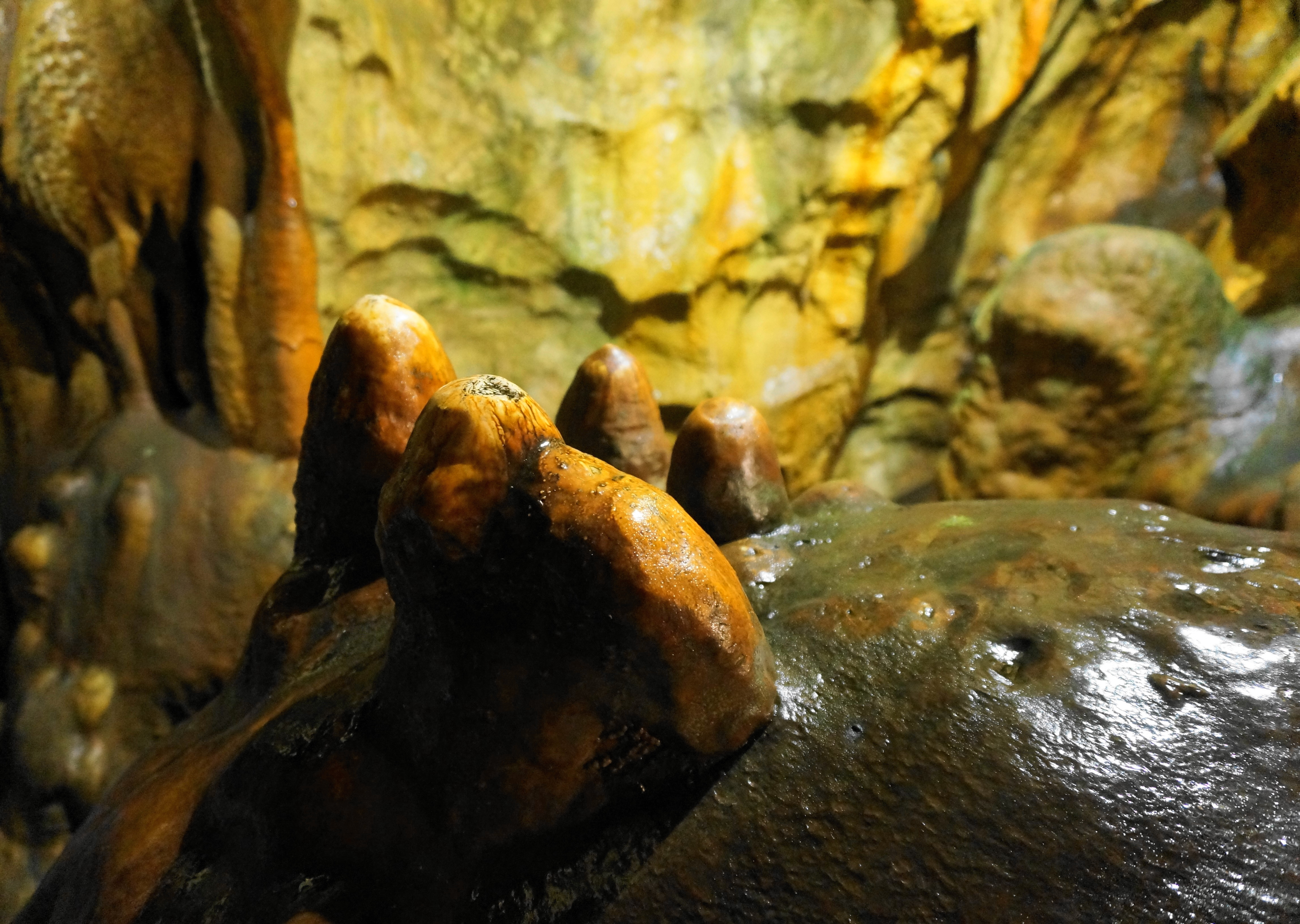
Stalagmiten